# あいの里教育大駅

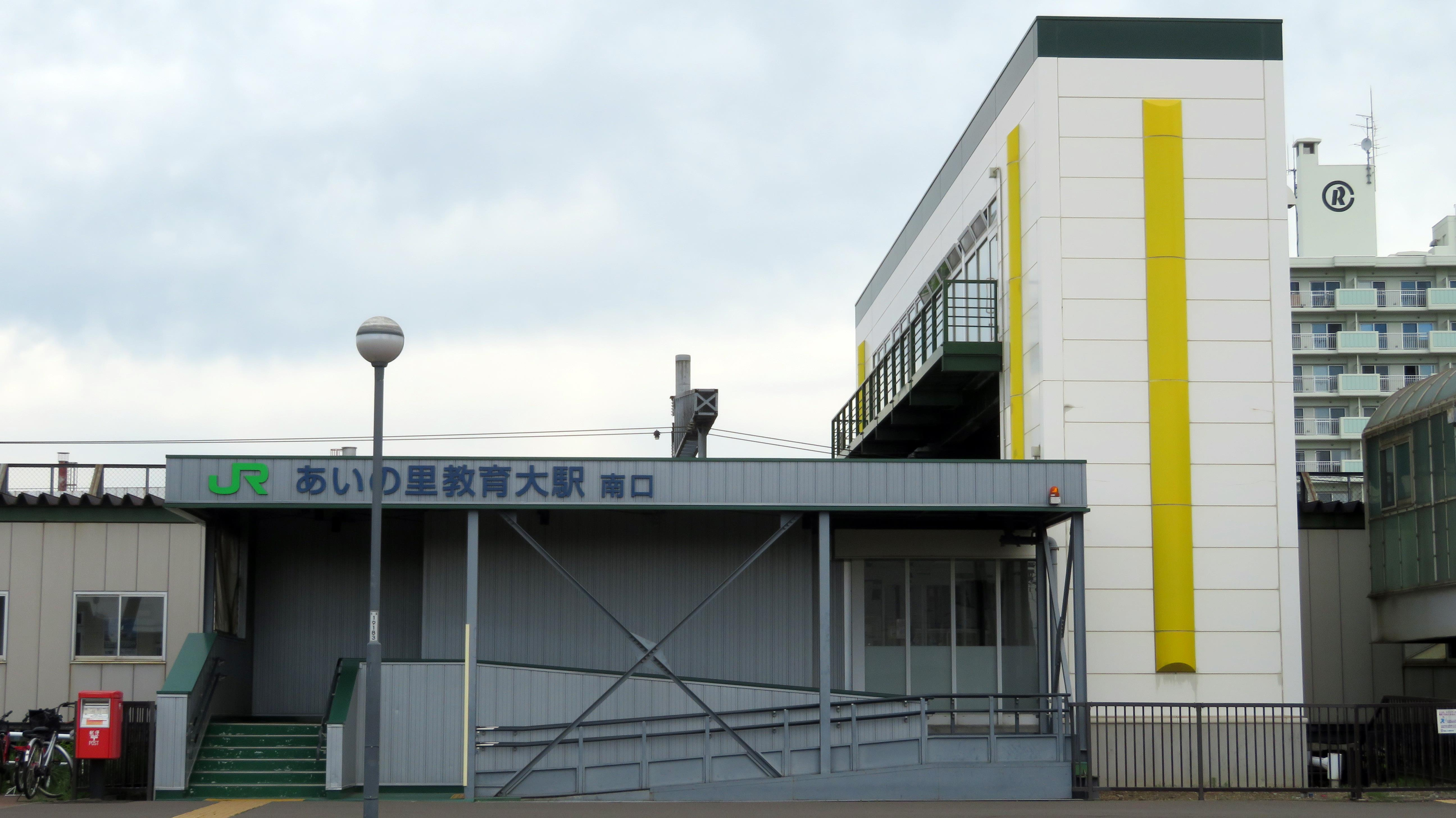
南口駅舎（2017年6月）

あいの里教育大駅（あいのさときょういくだいえき）は、北海道札幌市北区あいの里1条5丁目にある、北海道旅客鉄道（JR北海道）札沼線（学園都市線）の駅である。駅番号はG10。事務管理コードは▲110224。電報略号はアノ。札沼線（学園都市線）は当駅を境に拓北方面が複線、あいの里公園方面が単線区間となる。

## 歴史
当駅はいわゆる請願駅として設置された経緯を持つ。
当地では1980年（昭和55年）度から開始された住宅・都市整備公団（当時）による計画人口3万人の大規模団地「札幌ニュータウンあいの里」の造成が行われ、併せて1987年（昭和62年）の北海道教育大学札幌校の移転による通学者増加が見込まれていたが、既存の札沼線釜谷臼駅（のちに移転しあいの里公園駅）は団地中心からは東にずれており、札幌都心部との行き来に仮に車やバスを利用した場合は交通ラッシュや冬季の地吹雪により最大1時間以上かかることが想定された。
このため1984年（昭和59年）に入り、地元住民らによる駅誘致期成会が発足し、翌1985年（昭和60年）に国鉄が駅設置を承認して開業することとなった。

### 年表
- 1984年（昭和59年）夏：地元住民らによる駅誘致期成会が発足[3]。
- 1985年（昭和60年）3月18日：日本国有鉄道（国鉄）が新設を承認[3]。
- 1986年（昭和61年）11月1日：国鉄札沼線の駅として東篠路駅（現：拓北駅）- 釜谷臼駅（現：あいの里公園駅）間に開業[4][報道 1][報道 2]。旅客のみ取扱い[5]。
- 1987年（昭和62年）4月1日：国鉄分割民営化に伴い、北海道旅客鉄道（JR北海道）に継承[6]。
- 1991年（平成3年）3月16日：札沼線に「学園都市線」の愛称を設定[報道 1][報道 2][7]。
- 1997年（平成9年）3月22日：札沼線（学園都市線）篠路駅 - 当駅間が複線化[報道 2][7]。
- 1998年（平成10年）12月10日：自動改札機を設置し、供用開始[8]。
- 2000年（平成12年）：札沼線（学園都市線）のうち、当駅を含む桑園駅 - 石狩月形駅間に自動進路制御装置 (PRC) を導入[9]。
- 2003年（平成15年）4月1日：北海道ジェイ・アール・サービスネットによる業務委託駅となる[10]。
- 2006年（平成18年）
  - 1月：自動列車案内装置導入。方向別の案内用液晶ディスプレイを設置。
  - 12月：エレベーターを設置。
- 2007年（平成19年）
  - 9月：駅東側に歩行者用の跨線人道橋を設置。
  - 10月1日：駅番号設定（G10）[報道 3]。
- 2008年（平成20年）
  - 3月：駅構内改築工事完了。
  - 10月25日：ICカード「Kitaca」使用開始[報道 4]。
- 2012年（平成24年）
  - 6月1日：札沼線（学園都市線）のうち、当駅を含む桑園駅 - 北海道医療大学駅間が電化（交流20,000V・50Hz）[報道 5]。
  - 10月13日：当駅の南口（改札口）が設置・供用開始[報道 6]。
  - 10月27日：ダイヤ改正に伴い、当駅始発・終着の列車が設定されなくなる[報道 7]。
- 2015年（平成27年）
  - 6月10日：南口側に郵便ポストが設置。
  - 12月14日：キヨスクが閉店。

### 駅名の由来
開業前の仮称は「あいの里駅」であった。

## 駅構造
相対式ホーム2面2線（ホーム長：138メートル）を持つ地上駅。双方のホームは2本の跨線橋（それぞれ、階段・エレベーター設置）で結ばれている。
開業当時は出入り口が北口1か所のみであったが、2002年に開発された南あいの里ニュータウン（分譲は2007年に開始）の人口の増加に伴い、南あいの里地区の要望も受けて、2012年（平成24年）10月13日に南口が新設された。
桑園駅管理の業務委託駅（北海道ジェイ・アール・サービスネット）。メインの北口駅舎は、当初あいの里の整備主体である住宅・都市整備公団（当時）の事務所と合築の駅舎として整備され、周囲の自然環境との調和を意識した外装となっている。北口駅舎内にはみどりの窓口、自動券売機（話せる券売機含む）、自動改札機、トイレが設けられている。南口は、自動券売機と改札機のみを設置している。
ホームは南口駅舎に面した上り本線が1番線、北口駅舎に面した下り本線が2番線である。1番線は上り列車専用であるが、2番線は下り列車のほか上り列車の入線も可能である。

### のりば
| 番線 | 路線                  | 方向 | 行先                     |
| ---- | --------------------- | ---- | ------------------------ |
| 1    | ■札沼線（学園都市線） | 上り | 桑園・札幌方面           |
| 2    | ■札沼線（学園都市線） | 下り | 当別・北海道医療大学方面 |

（出典：JR北海道：駅の情報検索）

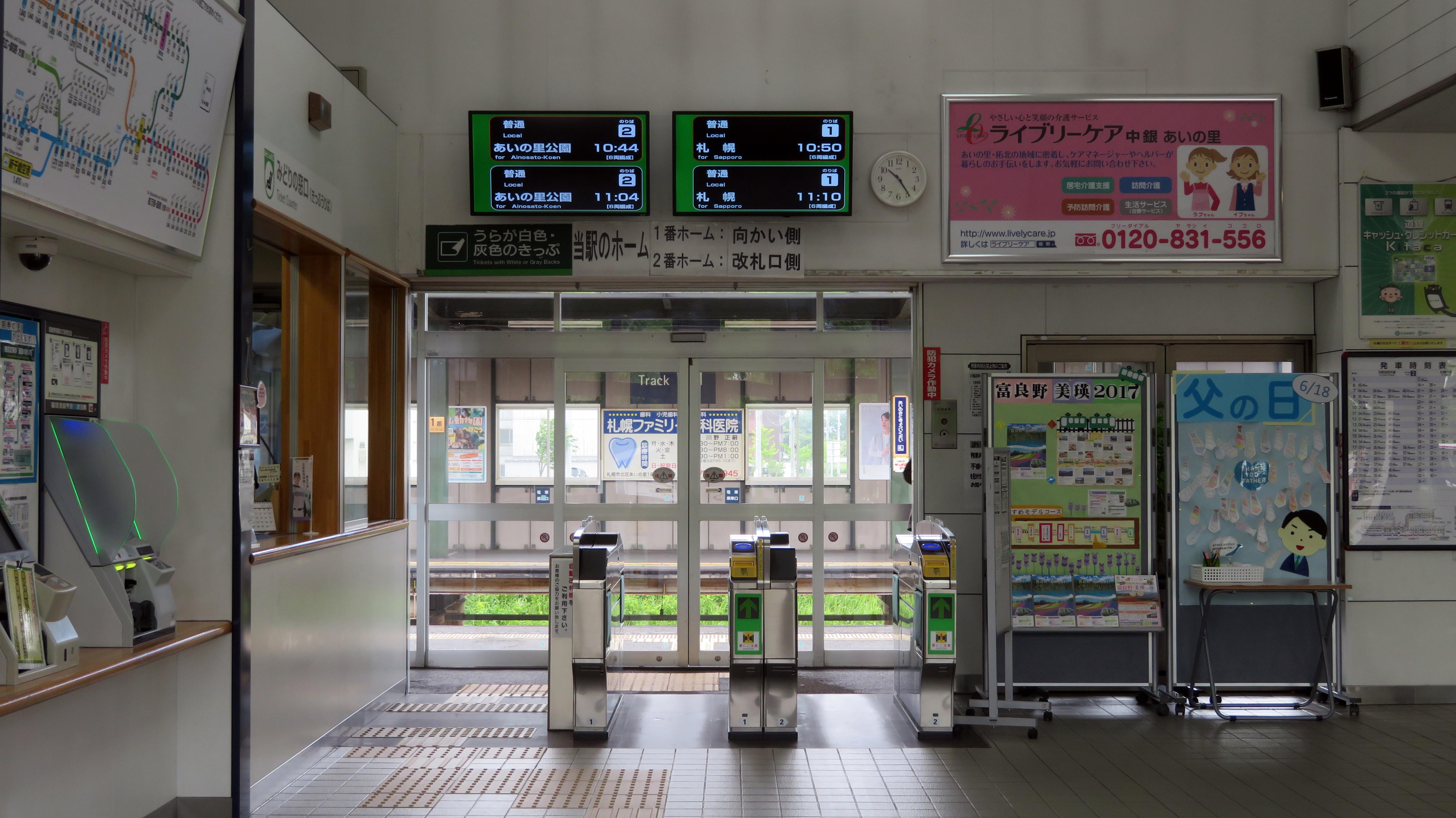
改札口（北口）
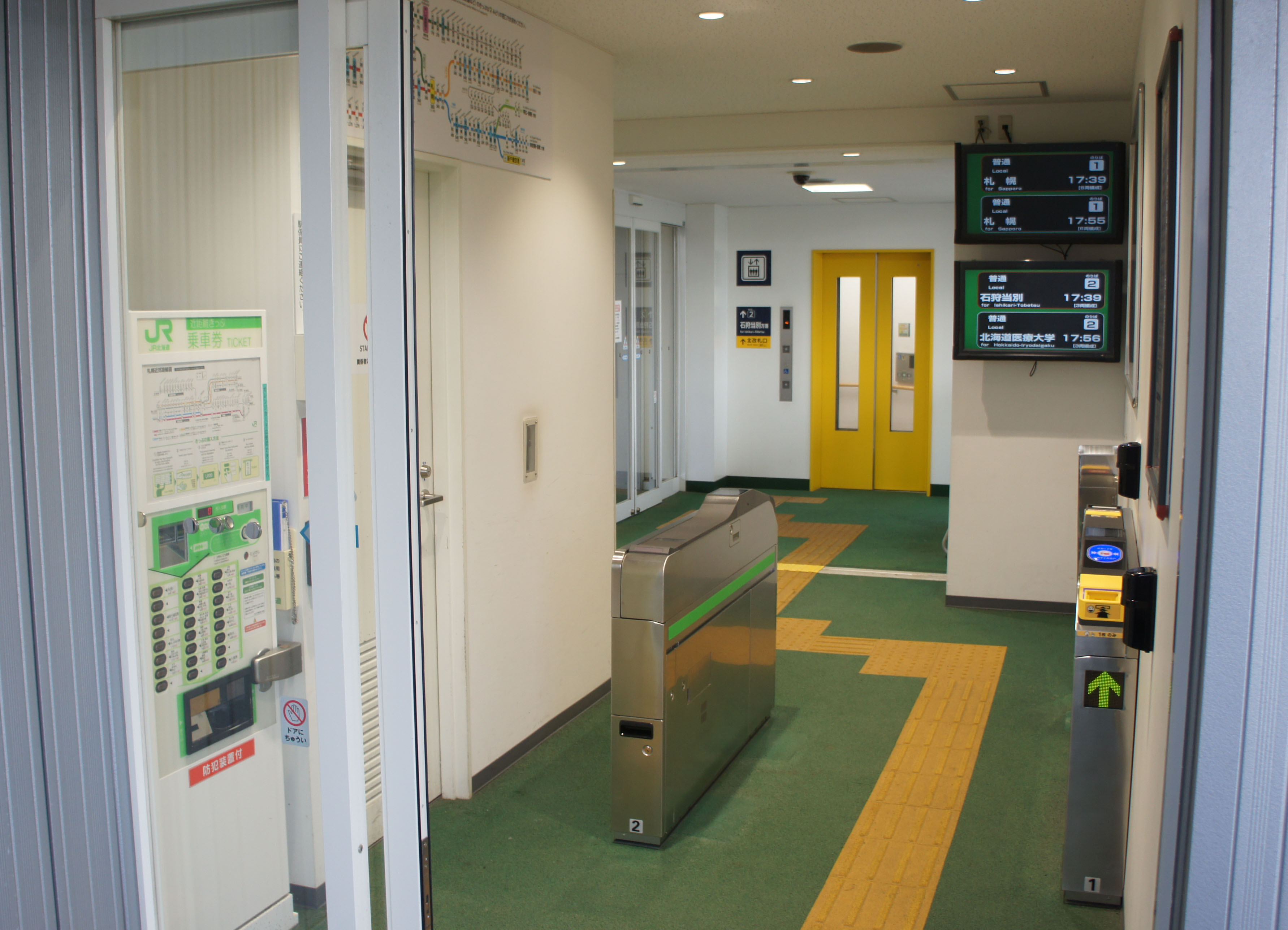
改札口（南口）
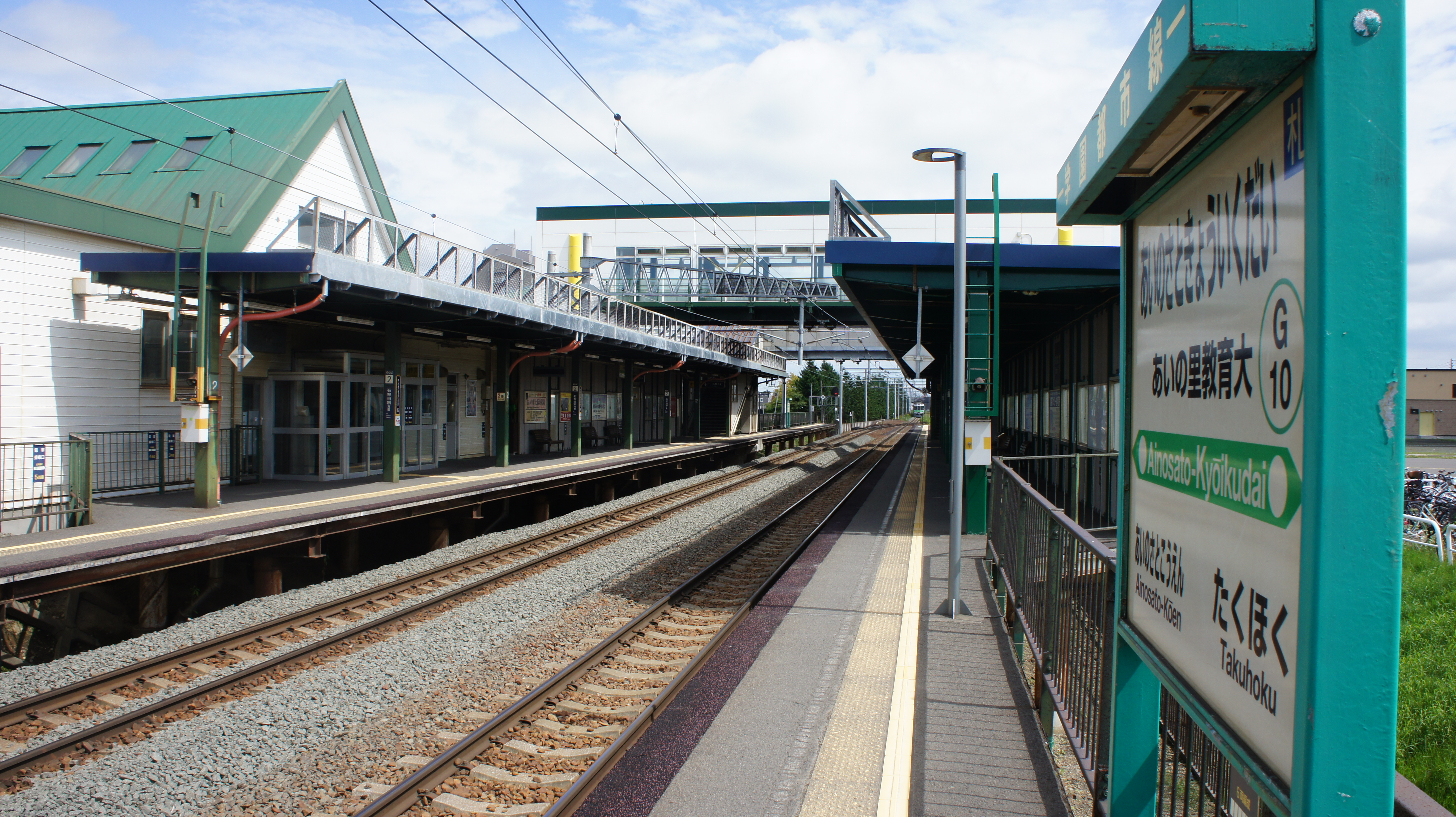
ホーム
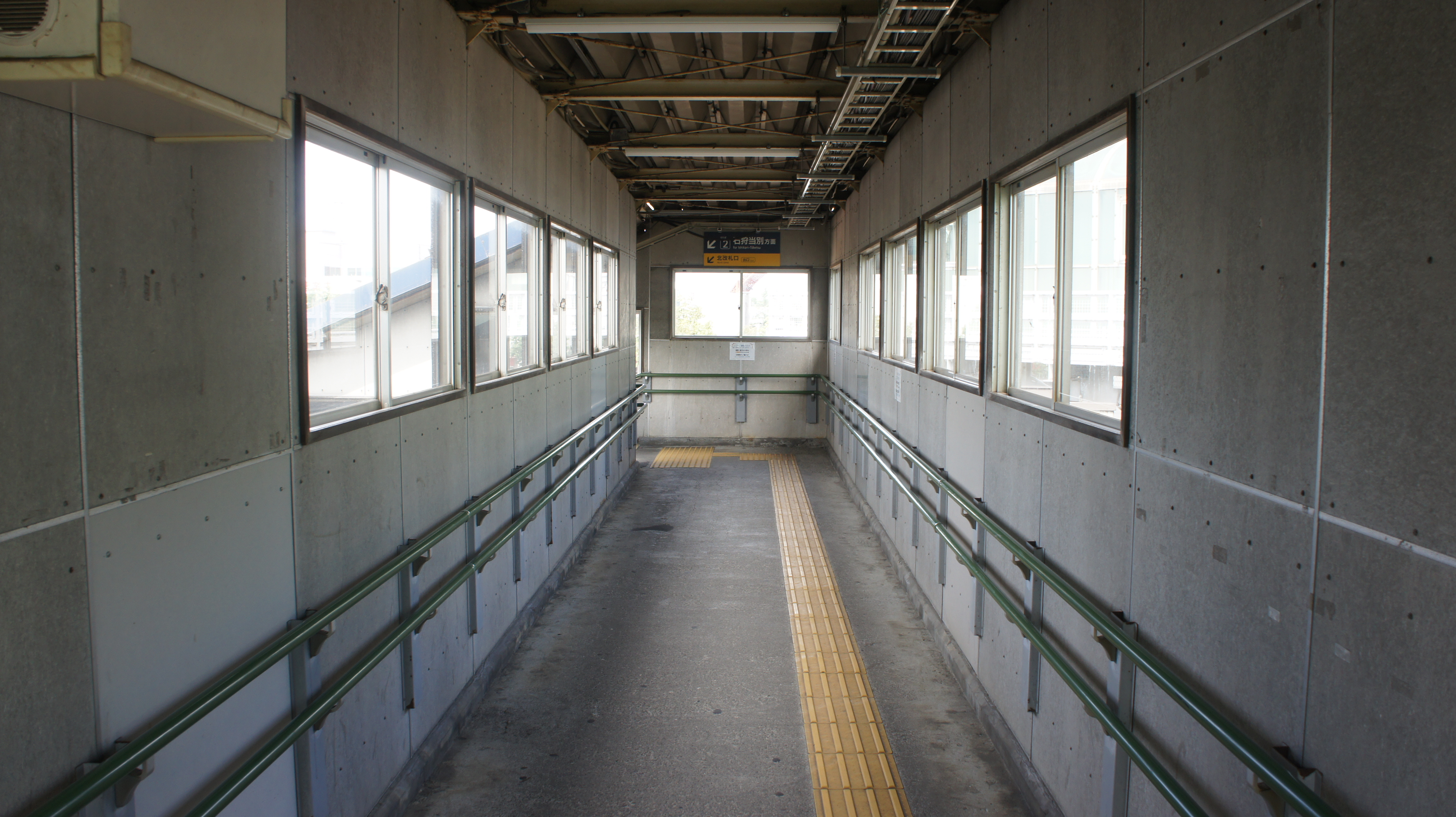
跨線橋
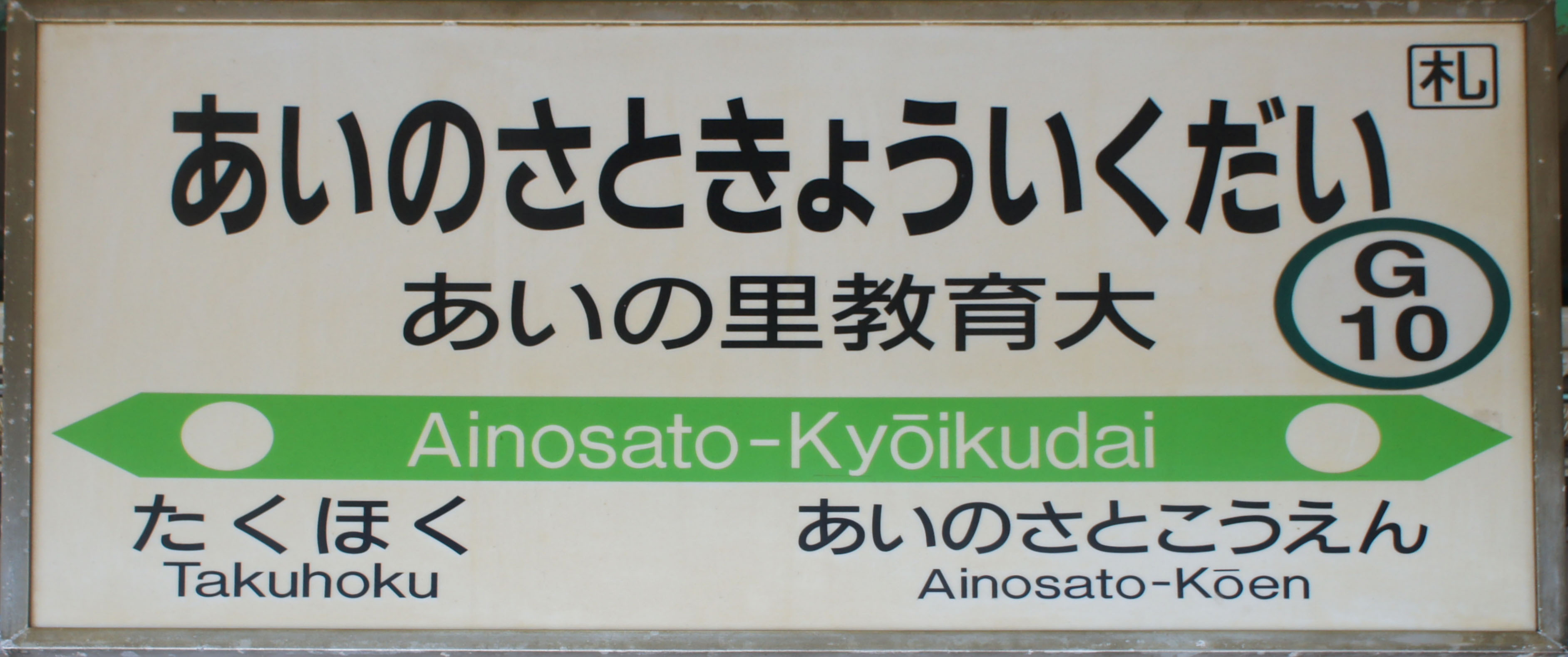
駅名標
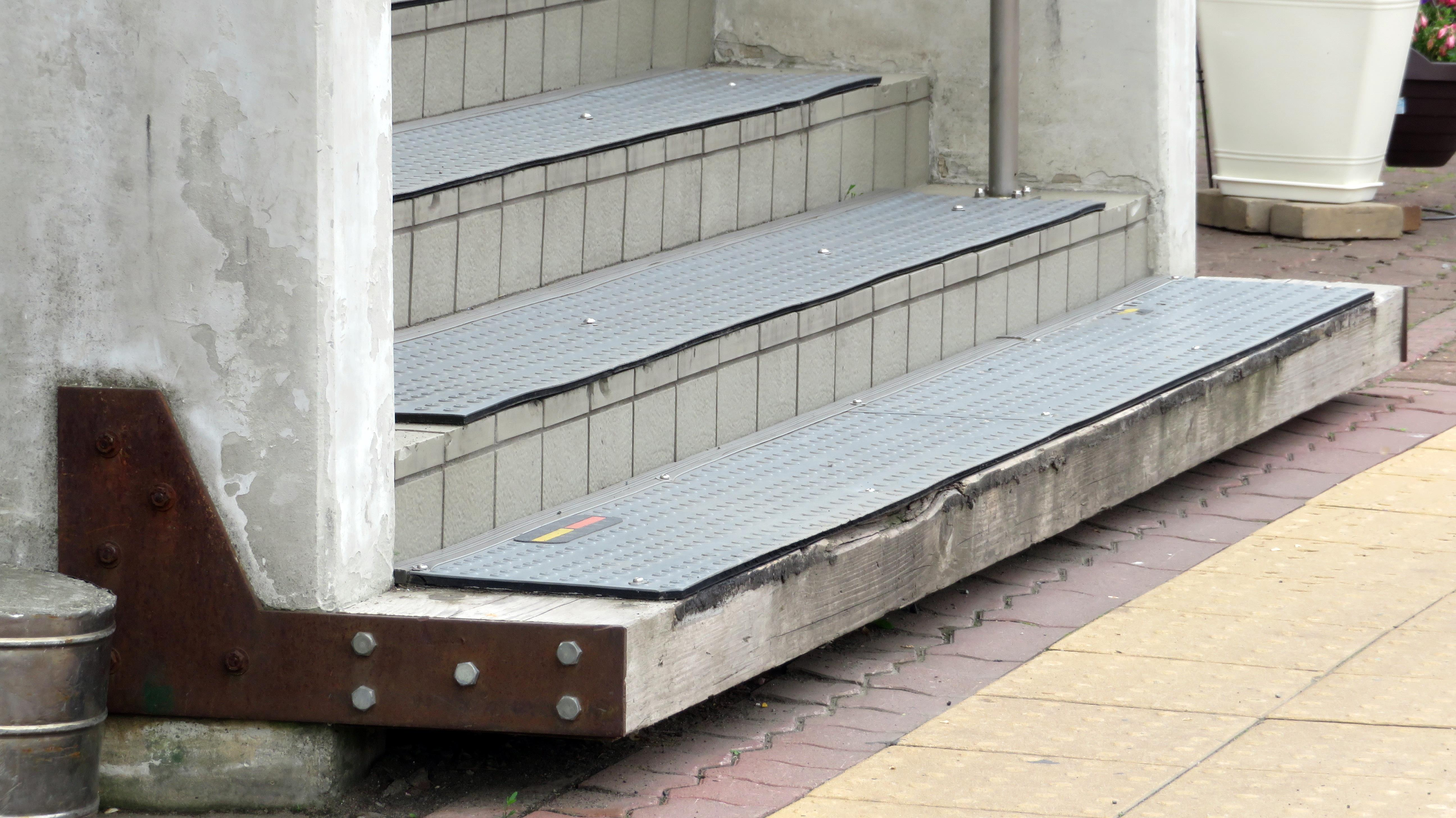
地盤沈下の為増設された階段（北口）

## 利用状況
2023年（令和5年）の1日平均乗車人員は3,287である。
近年の1日平均乗車人員の推移は下記のとおりである。
| 年度               | 1日平均 乗車人員 | 出典    |
| ------------------ | ---------------- | ------- |
| 1990年（平成02年） | 1,131            | [ * 3 ] |
| 1995年（平成07年） | 2,502            | [ * 3 ] |
| 2000年（平成12年） | 2,923            | [ * 3 ] |
| 2001年（平成13年） | 3,038            | [ * 4 ] |
| 2002年（平成14年） | 3,101            | [ * 4 ] |
| 2003年（平成15年） | 3,210            | [ * 4 ] |
| 2004年（平成16年） | 3,240            | [ * 3 ] |
| 2005年（平成17年） | 3,431            | [ * 3 ] |
| 2006年（平成18年） | 3,464            | [ * 3 ] |
| 2007年（平成19年） | 3,525            | [ * 3 ] |
| 2008年（平成20年） | 3,590            | [ * 3 ] |
| 2009年（平成21年） | 3,585            | [ * 3 ] |
| 2010年（平成22年） | 3,666            | [ * 3 ] |
| 2011年（平成23年） | 3,648            | [ * 3 ] |
| 2012年（平成24年） | 3,796            | [ * 3 ] |
| 2013年（平成25年） | 3,963            | [ * 3 ] |
| 2014年（平成26年） | 3,898            | [ * 3 ] |
| 2015年（平成27年） | 3,739            | [ * 3 ] |
| 2016年（平成28年） | 3,769            | [ * 3 ] |
| 2017年（平成29年） | 3,817            | [ * 3 ] |
| 2018年（平成30年） | 3,782            | [ * 3 ] |
| 2019年（令和元年） | 3,803            | [ * 5 ] |
| 2020年（令和02年） | 2,628            | [ * 6 ] |
| 2021年（令和03年） | 2,815            | [ * 7 ] |
| 2022年（令和04年） | 3,113            | [ * 8 ] |
| 2023年（令和05年） | 3,287            | [ * 1 ] |

## 駅周辺
駅周辺一帯が札幌ニュータウン「あいの里」として開発された地域で、北口側が「あいの里」、南口側が「南あいの里」と呼ばれる。北口側には東光ストアやコープさっぽろなど大小の店舗が集まっており、南口側には福祉施設や温泉等が立地する。駅舎の外にある跨線人道橋によって、あいの里と南あいの里との行き来ができるようになっている。また、南あいの里ニュータウンはセキュリティータウンであるため、要所に監視カメラが設置されており、巡回警備もされている。

### 北口
- 国道337号
- 北警察署あいの里交番
- 札幌あいの里郵便局
- 北洋銀行あいの里支店
- 北海道銀行あいの里パーソナル支店
- 北海道医療大学病院
- 北海道医療大学心理科学部
- 北海道教育大学札幌校
- 北海道教育大学附属札幌小学校・中学校
- 札幌市立あいの里西小学校
- 札幌市立鴻城小学校
- ショッピングセンター・あいの里i-MALL
- 拓北・あいの里地区センター
- 拓北・あいの里福祉センター
- 秀英予備校あいの里校

### 南口
- 札幌あいの里温泉・なごみ
- あいの里協働保育園
- 企業主導型保育園 れいんぼーらんど あいの里駅前園
- コミュニティーホール南あいの里つどい
- ライフプレステージ白ゆり南あいの里
- 南あいの里公園

## バス路線
バス停留所は全て北口側にある。
- 北海道中央バス（路線詳細は、東69は札幌東営業所、栄20・栄23は札幌北営業所、その他は石狩営業所を参照）[12]
  - 麻22・麻24・栄23・栄20：教育大学前方面・あいの里4条1丁目行
  - 麻22・麻24 麻生駅（麻生バスターミナル）行
  - 栄20・栄23 栄町駅行
  - 東69 環状通東駅行
- 当別ふれあいバス[13]
  - 西当別・あいの里線 医療大あいの里キャンパス行、JR当別駅南口行

## 隣の駅
北海道旅客鉄道（JR北海道）
■札沼線（学園都市線）
拓北駅（G09）- あいの里教育大駅（G10） - あいの里公園駅（G11）